# 南旺水利枢纽
南旺水利枢纽、南旺分水枢纽:56、南旺枢纽:86是明朝永乐年间，为保证京杭大运河——会通河的通行，在山东境内修建的一系列水利工程。
该项工程被视为“大运河上科技含量最高”的古代水利工程，称之为“运河都江堰”。泰安市东平县、济宁市汶上县境内的“引汶济运”部分（包括戴村坝、小汶河、南旺分水口以及配套工程等）被认为是整个工程最重要的部分:56，于2006年列为第六批全国重点文物保护单位——京杭大运河在山东省的子项。
2013年，以南旺镇境内南旺分水口、南旺分水龙王庙为核心的大运河南旺枢纽国家考古遗址公园列入第二批国家考古遗址公园。2014年6月，工程遗迹又以南旺综合体之名列为世界文化遗产——大运河的31个遗产区之一。南旺综合体遗产区在山东省济宁市、泰安市境内共有十个遗产点。

## 历史

### 修建
元朝时，以会通河为漕运渠道，将南方物资运抵大都，元末废弃不用。明朝洪武二十四年（1391年），黄河在原武县决堤，漫过安山湖向东，会通河淤塞。永乐九年（1411年）二月，明成祖听从济宁州同知潘叔正的意见，任命工部尚书宋礼、侍郎金純、都督周长疏通会通河。
会通河（京杭大运河）河段的最高处在汶上县南旺，即今南旺镇，称为南北之“水脊”。北高于臨清縣九十尺，南高于沽头（在今江苏省沛县境:57）一百一十六尺。永乐九年（1411年），会通河疏通完成后，因南旺“水脊”的存在，出现南流水多，北流水少的状态，无法实现“济运”的目地。为解决运河北流水少的问题:57，宋礼又开新河，自汶上县袁家口左徙五十里至寿张之沙湾，以接旧河。“河虽有成，而河中干涸，未济于漕”:57。其年秋，宋礼还京，奏请疏通东平县东境沙河淤沙三里，筑堰障之，合马常泊之流入会通济运。
永乐十年（1412年），宋礼采用汶上县运河民夫负责人:57白英的计策，开始引汶济运工程:57。工程在东平县引汶水（大汶河），筑堽城坝、戴村坝，横亘五里，遏汶流，使无南入洸而北归海。汇诸泉之水，尽出汶上县。在南旺设分水口，汶河水由此中分为二道，六成河水北流，三成南流。因相地置闸，以时蓄泄。自南旺分水口，向北置十七个水闸，向南置二十一个水闸。宋礼在汶上、东平、济宁、沛县并湖地设水柜、陡门，用以蓄泉、泄涨。金纯又疏浚贾鲁河故道，引黄水至塌场口会汶，经徐、吕入淮。
《明史》记，整个南旺水利工程，征用了山东及徐州、应天府、镇江府的三十万民工，蠲租一百一十万石有奇，二十旬工程完工。或称永乐九年二至七月，是疏通会通河的工期。

### 后续
通过对会通河等河段的疏浚，京杭大运河得以复航，永乐十三年（1415年），停止海运。永乐十九年（1421年）、永乐迁都。京杭大运河成为支持首都北京的重要支柱。南旺水利枢纽保证了运河水量稳定充足，得以维持运河正常通行:56。
永乐之后的宣德等历代，会通河均有修缮。其中，成化年间，筑汶上县、济宁州的百余里溃堤。增建设南旺上闸、南旺下闸、安门闸。正德年间，在汶上县增建袁家口闸、寺前铺石闸，疏通八十里的淤塞南旺河段。

## 工程
- 南旺水利枢纽由引汶济运、导泉补源、设立水柜、置闸节流四个部分组成。以引汶济运最为重要，工程包括戴村坝、小汶河、南旺分水以及配套工程等四个子系统[1]:56。
- 南旺分水口
  - 汶上县南旺镇境内，于小汶河与运河交汇处丁字口的对岸筑砌一道近300米长的石驳岸，消减汶河水急流的冲击，并在河底建造一个鱼脊状的石拔，即“鱼嘴”。汶河水由此中分之为二道，通过改变石拔的形状、方向和位置，即可调整南北分流的比例[4]。南流接徐、沛者十之四，北流达临清者十之六[5]。万历《汶上县志》的说法亦如是，故俗谚谓“北流六分朝天子，南流四分运皇粮”[1]:58。或说河水七分北流、三分南流。即民间所传“七分朝天子，三分下江南。”[2]:87[4]实际运行中，河水南北分流有时四六开，有时五五开，有时甚至倒三七开[1]:58。
- 水闸
  - 自南旺分水口北至臨清縣，地降九十尺，置十七个水闸，而达于卫；南至沽头（在今江苏省沛县境[1]:57），地降百十有六尺，置二十一个水闸，而达于淮[5]。
- 水柜、水门
  - 在漕河西者曰水柜，东者曰陡门，柜以蓄泉，门以泄涨[3]。
  - 宋礼在南旺附近，先后对南旺湖、蜀山湖和马踏湖进行围堤，成为水柜[4]。其中，蜀山湖和马踏湖系因小汶河穿南旺东湖而过一分为二所成。后，蜀山湖湖容纳小汶河河水之故，在运河沿岸洼地形成马场湖。东平州境内的安山湖亦被辟为水柜，即所谓“北五湖”[1]:59。
- 导泉补源
  - 在兖州府（济宁州）、青州府境内，挖掘三百余泉，分为“分水”、“天井”、“鲁桥”、“邳州”、“新河”五派水系济运。“山东泉源，属济兖二府十六州县，共一百八十泉。……”鲁西南至今有“白英点泉”的传说[1]:58—59。着重开挖治理了济运之重分水派诸及南旺三湖[2]:87。
  - 汶上县成北诸泉开沟南引，是为北泉河。城东南各泉引向西南，是为南泉河。两河至城西南河圈里合流后，泉河即于此时形成[1]:58。